# دپردوسین مونوکوک
دپردوسین مونوکوک (به انگلیسی: Deperdussin_Monocoque) یک هواگرد ملخ‌پیشین تک‌موتوره از نوع Racer ساخت شرکت Société Pour les Appareils Deperdussin (SPAD) است. هواگرد دپردوسین مونوکوک نخستین پروازش را در ۱۹۱۲ میلادی انجام داد.
طراح این هواگرد، Louis Béchereau بود.